# Communauté de communes du Pays calaisien
La communauté de communes du Pays calaisien est une ancienne communauté de communes française, située dans le département de la Sarthe et la région Pays de la Loire.

## Histoire
Elle fusionne au 1er janvier 2017 avec la communauté de communes du Val de Braye pour former la communauté de communes des Vallées de la Braye et de l'Anille.

## Composition
La communauté regroupait quatorze communes du canton de Saint-Calais :
1. Bessé-sur-Braye
2. La Chapelle-Huon
3. Cogners
4. Conflans-sur-Anille
5. Écorpain
6. Évaillé
7. Marolles-lès-Saint-Calais
8. Montaillé
9. Rahay
10. Sainte-Cérotte
11. Saint-Calais
12. Saint-Gervais-de-Vic
13. Sainte-Osmane
14. Vancé

## Administration
| Période       | Période       | Identité          | Étiquette | Qualité                              |
| ------------- | ------------- | ----------------- | --------- | ------------------------------------ |
| 1995          | avril 2001    | André Diaz        |           | Maire de La Chapelle-Huon            |
| avril 2001    | décembre 2008 | Jean Marie        |           | Maire de Saint-Gervais-de-Vic        |
| décembre 2008 | décembre 2016 | Jean-Loup Harmand |           | Conseiller municipal de Saint-Calais |